# مایک گبهارت
مایک گبهارت (انگلیسی: Mike Gebhardt؛ زادهٔ november ۲۵, ۱۹۶۵ (۵۹ سال)) قایقران قایق بادبانی اهل ایالات متحده آمریکا است.